# Árbol de Lectura de Oxford
El Árbol de Lectura de Oxford es una serie de libros publicados por Oxford University Press, para enseñar a los niños a leer usando la fonética . La serie contiene más de 800 libros.
Las historias de "Biff, Chip y Kipper", escritas por Roderick Hunt e ilustradas por Alex Brychta, sirvieron de base para el programa de televisión de CBBC The Magic Key y, en años posteriores, para la serie de televisión de CBeebies Biff & Chip . El Árbol de Lectura de Oxford publica otras series de libros que incluyen "La Fonética de Floppy", "La Fonética de los Pájaros Cantores" de Julia Donaldson y "Oxford Reading Tree inFact".